# Juliopol (województwo mazowieckie)
Juliopol – wieś w Polsce położona w województwie mazowieckim, w powiecie sochaczewskim, w gminie Młodzieszyn. Ma status sołectwa.
| SIMC    | Nazwa          | Rodzaj    |
| ------- | -------------- | --------- |
| 0731867 | Boczkówek      | część wsi |
| 0731873 | Juliopol-Bór   | część wsi |
| 0731880 | Juliopol-Szosa | część wsi |
| 0731896 | Mokre          | część wsi |
| 0731904 | Pieńki         | część wsi |
| 0731910 | Wianek         | część wsi |

W latach 1975–1998 miejscowość administracyjnie należała do województwa skierniewickiego.